# Echinodictyum nervosum
Echinodictyum nervosum är en svampdjursart som först beskrevs av Jean-Baptiste Lamarck 1814.  Echinodictyum nervosum ingår i släktet Echinodictyum och familjen Raspailiidae.
Artens utbredningsområde är Indiska oceanen. Inga underarter finns listade i Catalogue of Life.